# Temple des Eaux (Zaghouan)
Le temple des Eaux (arabe : معبد المياه) est un édifice archéologique romain construit au IIe siècle sur le flanc du djebel Zaghouan, à trois kilomètres de la ville du même nom, située au nord-est de la Tunisie.

## Historique
Construit à 289 m d'altitude sur le flanc nord du djebel Zaghouan, le temple des Eaux est le nymphée d'une source (Aïn). Celle-ci, avec Aïn Ayed à proximité, Aïn Djour et Aïn Ziga en aval, alimentait l'aqueduc construit, au IIe siècle, pour desservir en eau la ville de Carthage, située à 90 kilomètres avec une déclivité étudiée de 0,29 %. L'aqueduc est édifié par l'empereur Hadrien,, qui règne sur l'Empire romain de 117 à sa mort en 138. À partir du XIIIe siècle, il alimente la ville de Tunis.
Les vestiges de ce qui pourrait être le nymphée originel (petit temple de type basilique, beaucoup plus modeste) sont découverts en 2001 à proximité, le grand temple datant, quant à lui, de la période séverine.

## Composants
Le temple est construit sur le modèle des théâtres romains ; il abrite des gradins latéraux, qui permettent d'accéder à la chambre sacrée dans laquelle étaient effectués les rites de l'adoration des eaux. Il comporte également un corridor aboutissant à une cour centrale qui elle-même débouche sur un bassin dans lequel les eaux de la source sont collectées.
L'édifice est construit en utilisant des pierres extraites localement ainsi que différents types de marbre, utilisés pour la décoration. Il est dédié au culte de Neptune, dieu romain des eaux vives et des sources,. Des statues, placées dans des niches autour de la cour, ornaient le temple. Elle représentaient Neptune et douze naïades (nymphes aquatiques) ; la plupart d'entre-elles sont conservées au musée national du Bardo.

## Importance historique et culturelle
Le captage de la source, et donc la construction du temple, ont été décidés pour faire face à une sécheresse exceptionnelle, ayant sévi de 123 à 128, particulièrement dans la région de Carthage. Le complexe hydraulique romain de Zaghouan-Carthage est composé de ce temple et de l'aqueduc de Zaghouan, long de 132 kilomètres et qui permettait le transport des eaux de Zaghouan et Jouggar à Carthage.

## Galerie

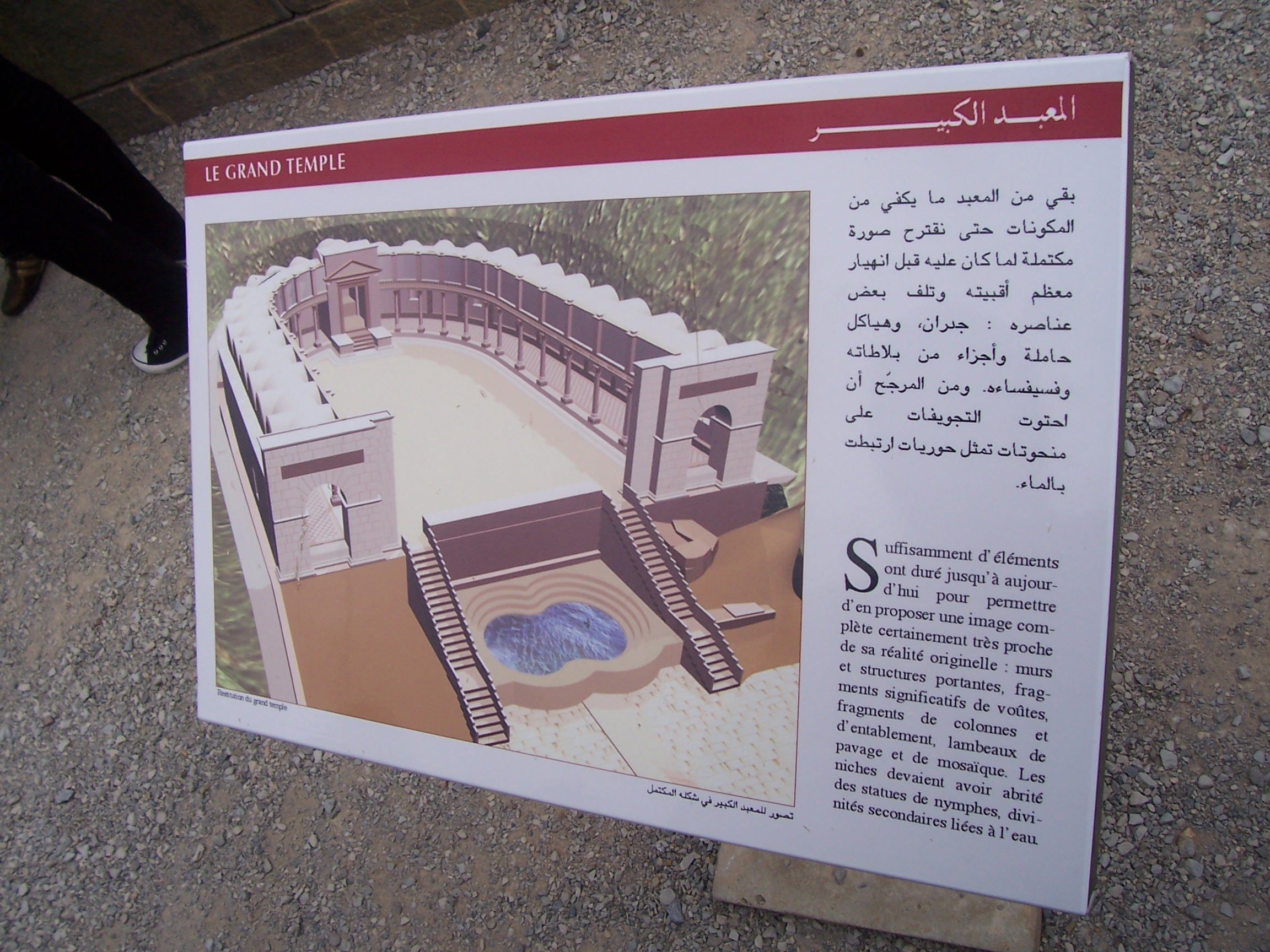
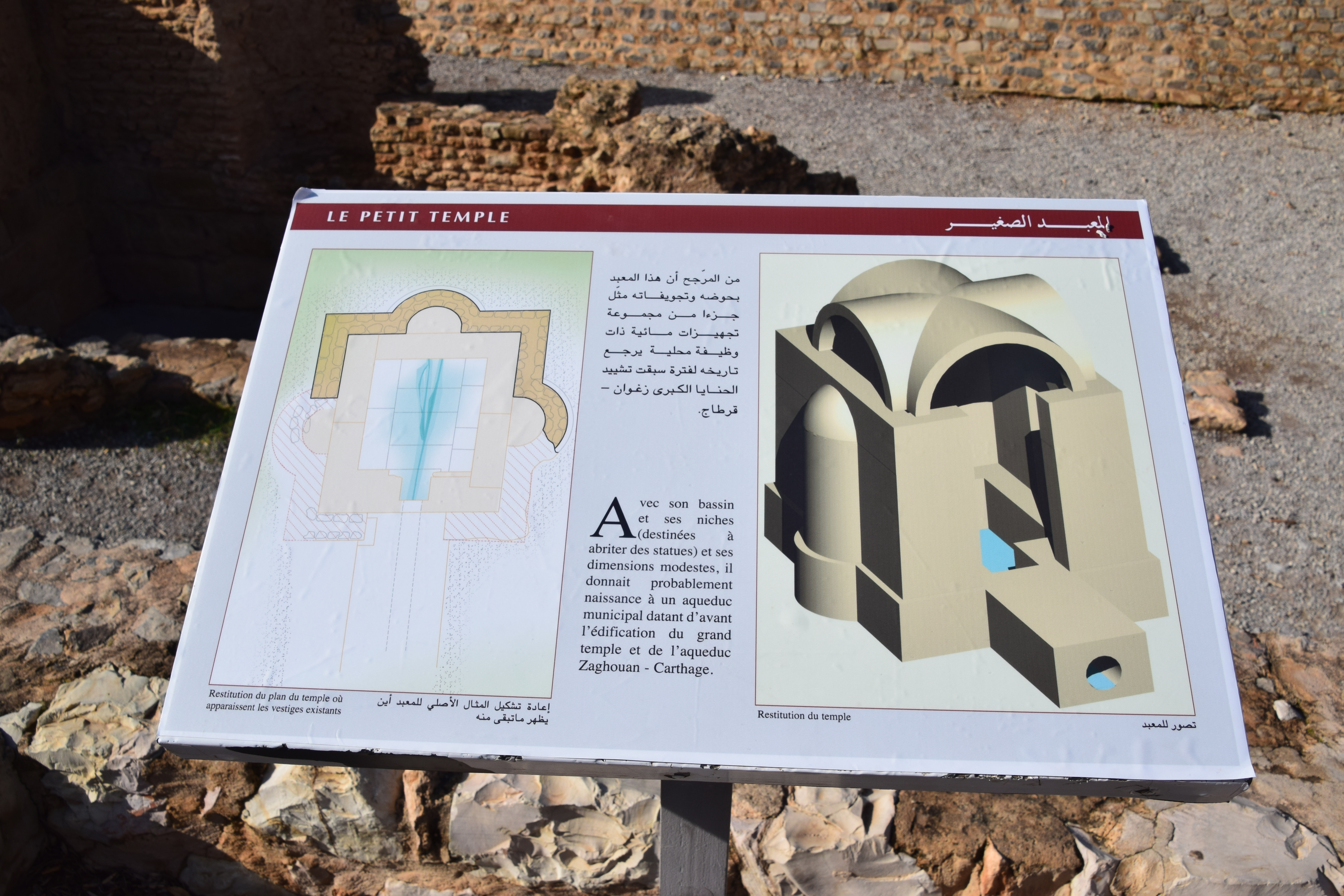
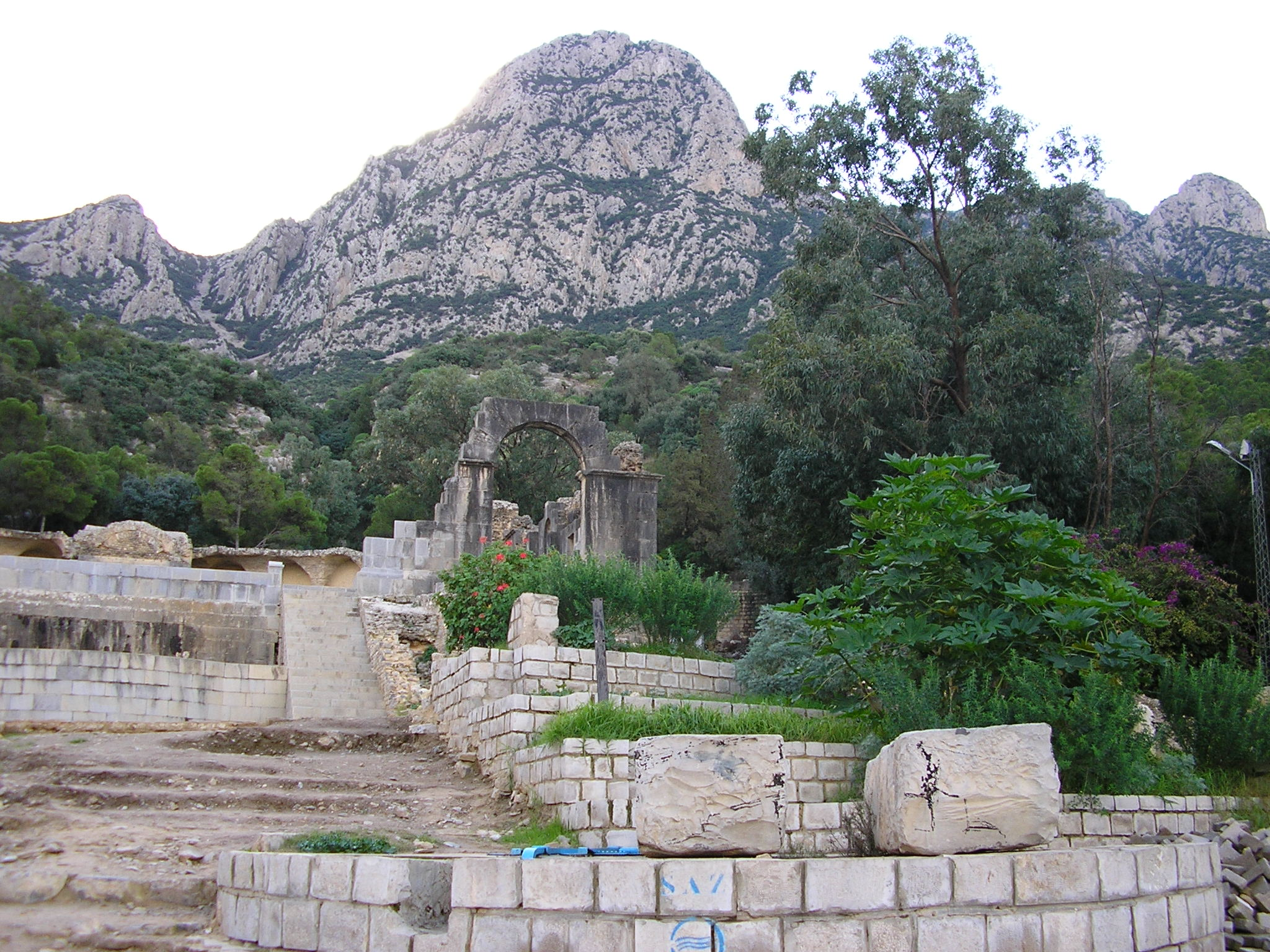
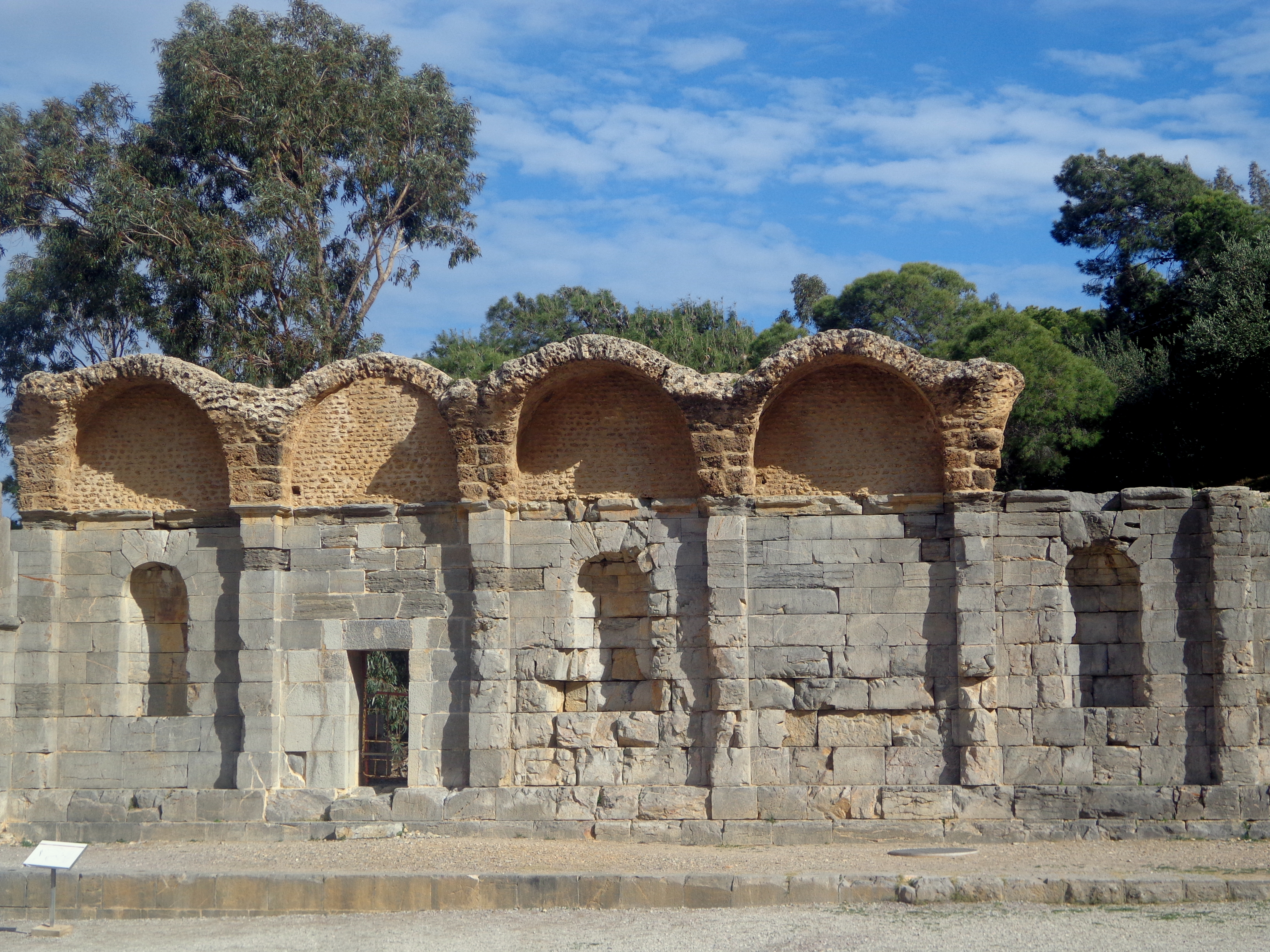
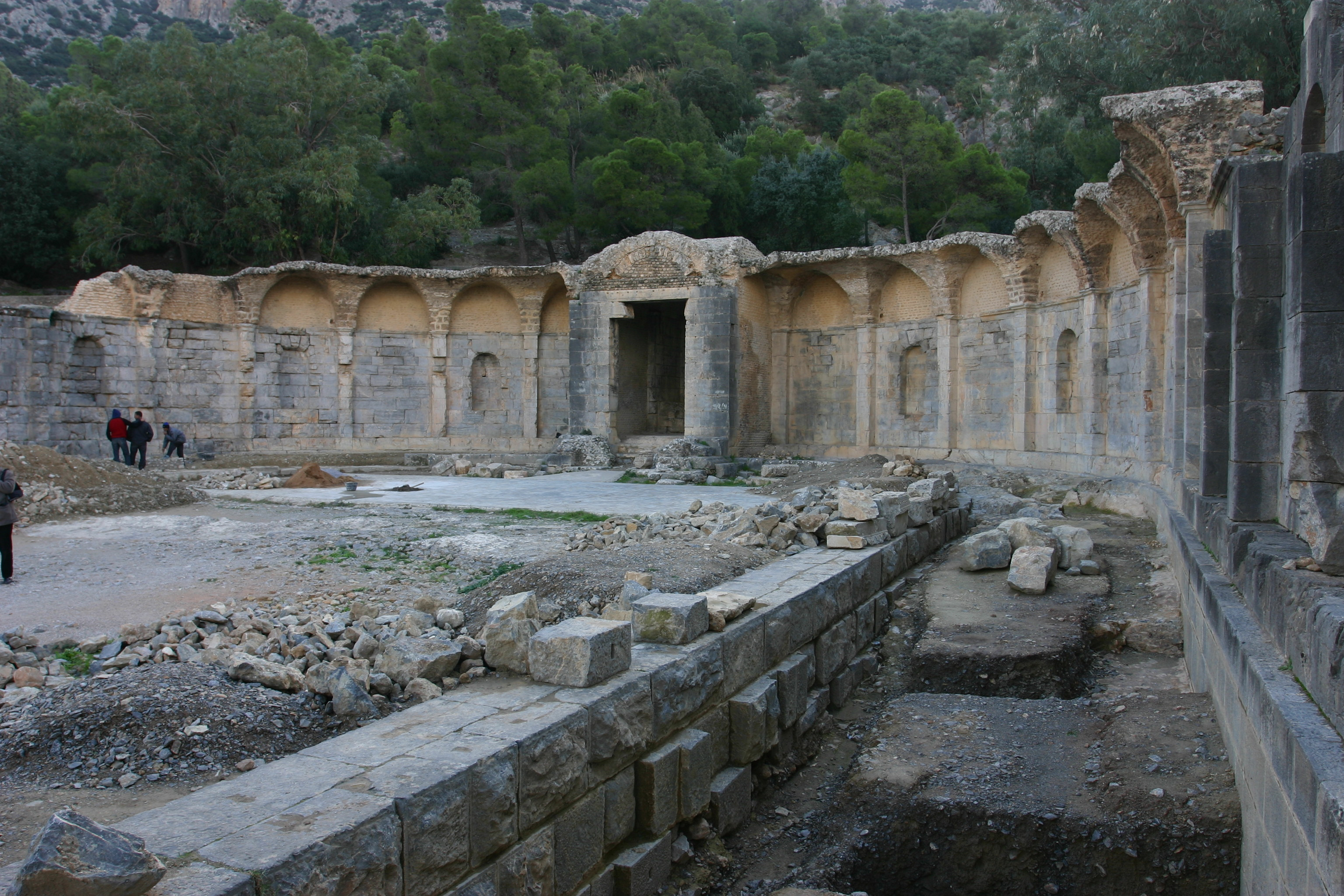
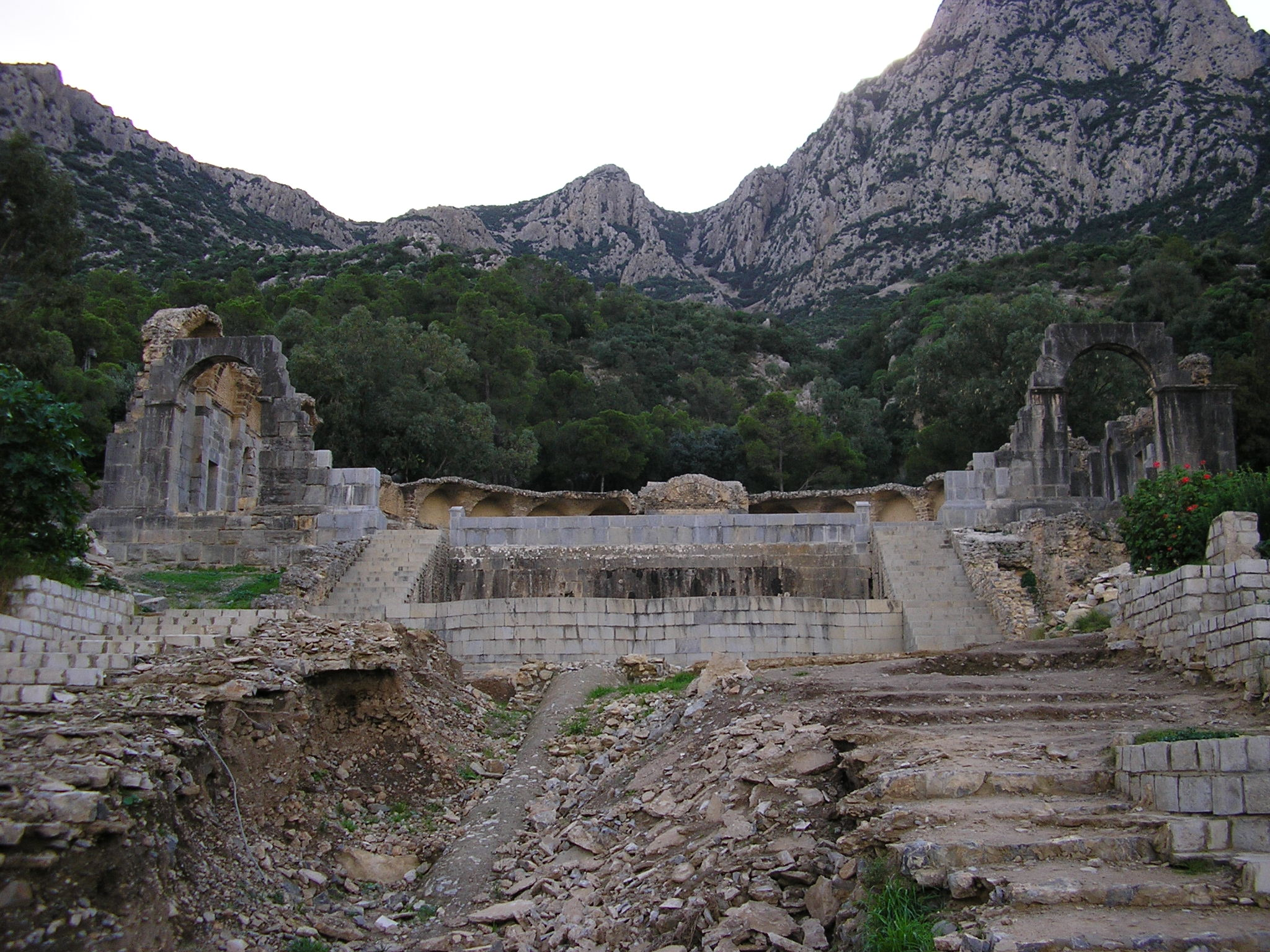